# Reducers S.F.
Reducers S.F. är ett amerikanskt punkband från San Francisco, Kalifornien, bildat 1995.
Gruppen skivdebuterade med 1995 års 7"-singel We Are the People, följd av Dont Like You (7", 1998). Albumdebuten skedde med 1999 års Backing the Longshot (TKO Records). Året efter utgavs EP-skivan Reducers S.F. på svenska Sidekicks Records och samma år singeln No Control. Gruppens andra studioalbum, Crappy Clubs and Smelly Pubs, utgavs 2004.

## Diskografi

### Album
- 1999 - Backing the Longshot
- 2004 - Crappy Clubs and Smelly Pubs

### EP
- 2000 - Reducers S.F.

### Singlar
- 1995 - We Are the People
- 1998 - Dont Like You
- 2000 - No Control

### Fotnoter
1. ↑  ”Reducers S.F.”. Myspace. http://www.myspace.com/reducerssf. Läst 1 maj 2012.
2. 1 2  ”Reducers S.F.”. Discogs.com. http://www.discogs.com/artist/Reducers+S.F.. Läst 1 maj 2012.
3. ↑  ”Reducers S.F.”. Burning Heart Records. http://www.burningheart.com/bands/index.php?id=182. Läst 1 maj 2012.